# STS-51
STS-51 foi uma missão do ônibus espacial Discovery, realizada em setembro de 1993, que colocou em órbita o satélite avançado de comunicações ACTS e o telescópio-espectrômetro ORFEUS.

## Tripulação
| Posição                  | Astronauta       |
| ------------------------ | ---------------- |
| Comandante               | Frank Culbertson |
| Piloto                   | William Readdy   |
| Especialista de missão 1 | James Newman     |
| Especialista de missão 2 | Daniel Bursch    |
| Especialista de missão 3 | Carl Walz        |

### Caminhadas no espaço
- Newman e Walz  - EVA 1
- Início do EVA 1: 16 de Setembro de 1993, às 08:40 UTC
- Final do EVA 1: 16 de Setembro, às 15:45 UTC
- Duração: 7 horas, 05 minutos

## Hora de acordar
- 2° Dia: Carry On, de Donna Summer e Giorgio Moroder.
- 3° Dia: I'm Cryin', de Shanice.
- 4° Dia: An Emotion Away, de Alanis Morissette.
- 5° Dia: Indians, da banda Anthrax.
- 6° Dia: One Love, do grupo Bob Marley & The Wailers.
- 7° Dia: See Emily Play, da banda Pink Floyd.
- 8° Dia: Jumpin' Jack Flash, da banda The Rolling Stones.
- 9° Dia: Sympathy for the Devil, da banda The Rolling Stones.
- 10° Dia: Rampage, de LL Cool J.

## Principais fatos
O Satélite de Tecnologia Avançada de Comunicações (ACTS) foi lançado neste missão. Este satélite serviu com um local de teste para conceitos e tecnologia dos satélites de comunicação experimentais. Seu Estágio de Transferência de Órbita (TOS) superior disparou 45 minuto após seu lançamento e levou o satélite a uma órbita geossíncrona no primeiro dia da missão.
A primeira tentativa de lançar o ACTS foi adiada pelo grupo quando as comunicações em duas vias com o Controle da Missão foram perdidas cerca de 30 minutos antes do momento do lançamento. Os controladores de voo podiam recebem telemetria e comunicações de voz do Discovery, porém o grupo não podia receber a comunicação com o controle. O grupo desistiu da entrega do CDT às 2:43 p.m. quando eles não receberam um sinal de "vai" do controle da missão como foi combinado nos planos pré-voo feitos para este tipo de ocorrência.
O satélite também foi parte dos sistemas de transmissões da NASA TV que fazia testes de transmissões a longas distâncias. A NASA colocou nos quatro ônibus espaciais oito televisores para que os tripulantes pudessem ver TV do espaço, mais esses equipamentos estava ainda em fase experimental. Somente na STS-58, a missão seguinte, que os tripulantes poderiam ver TV do espaço pela primeira vez na história.
Após a desistência do lançamento, o grupo mudou a banda S do sistema de comunicações do ônibus espacial para uma frequência inferior e então restotou as comunicações em duas vias com o controle em terra. As comunicações em duas vias haviam sido perdidas por um período total de cerca de 45 minutos. Após consultarem o grupo, os controladores de voo começaram imediatamente a planejar o segundo lançamento, que desta vez foi bem-sucedido.
Outra carga nesta missão foi o telescópio Espectrômetro Ultravioleta Orbitante Recuperável (ORFEUS) montado no Shuttle Pallet Satellite (SPAS)  do compartimento de carga. O ORFEUS foi projetado para prover informações sobre como as estrelas nascem e como elas morrem, estudando-se as nuvens interestelares gasosas. Também no compartimento de carga estava o experimento Limited Duration Space Environment Candidate Materials Exposure (LDCE).

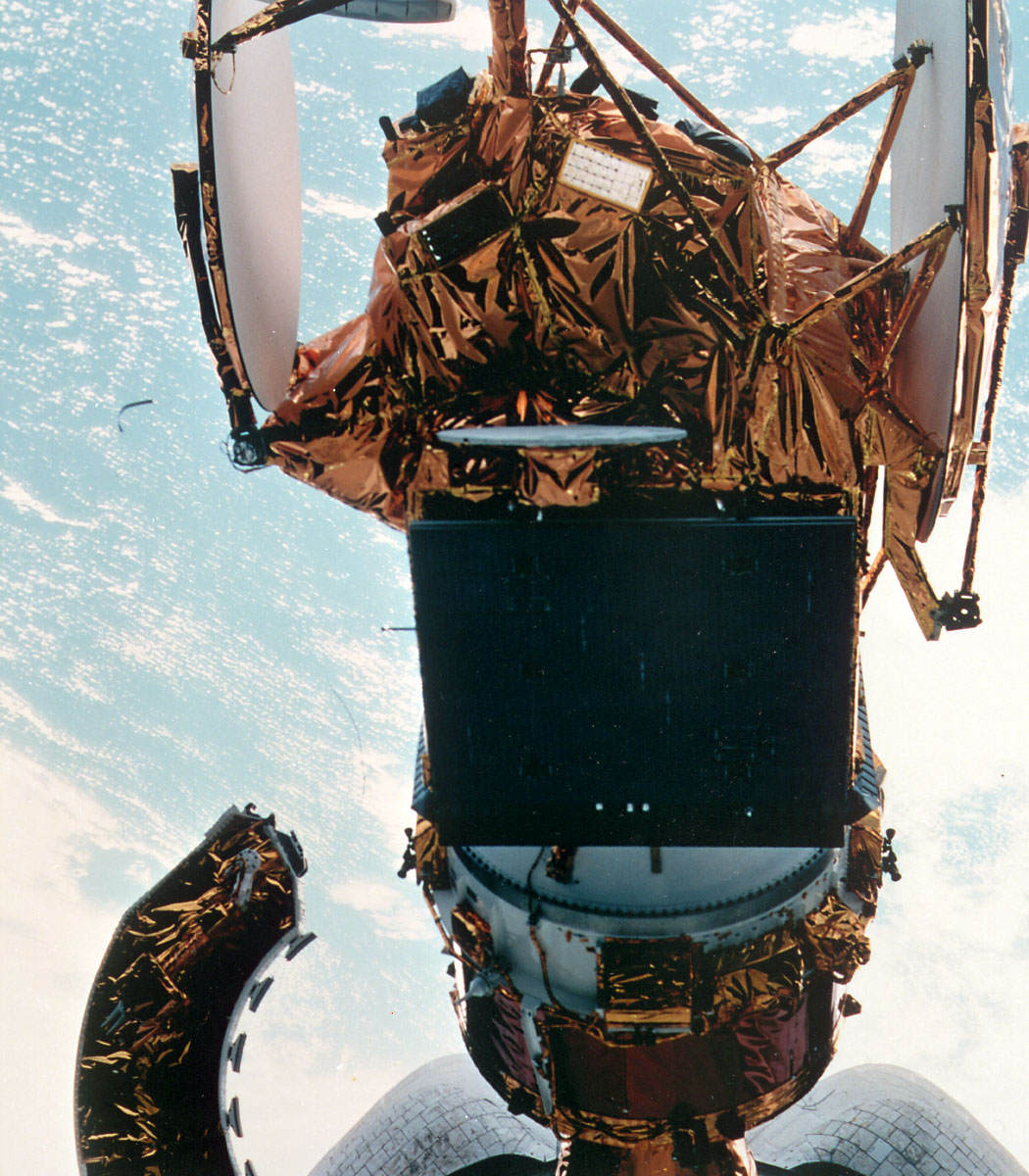
Lançamento do ACTS

Durante o lançamento, em 12 de Setembro, do Satélite Avançado de Tecnologia das Comunicações (ACTS) e seu Estágio de Transferência orbital (TOS), dois cordões explosivos Super*Zip, um primário e o outro de suporte, detonaram simultaneamente. Isto causou pequenos danos em duas dúzias de cobertores de isolação montado no espaço entre o compartimento de carga e o compartimento posterior próximo ao #3 APU.
Na quinta-feira, em 16 de Setembro de 1993, os astronautas James Newman e Carl Walz realizaram uma caminhada no espaço designada para avaliar os acessórios, cabos de segurança e uma plataforma com restrição para os pés. Suas descobertas reasseguraram os projetistas do Telescópio Espacial Hubble que suas preparações eram seguras. O novo equipamento projetado para caminhadas no espaço extensas que seria requerido na missão de reparo do telescópio era apenas parte dos objetivos da caminhada no espaço neste dia, e Newman e Walz completaram os outros objetivos conforme eles 
explicavam ao Controle da missão as diferencias que eles perceberam entre o trabalho em órbita e o treinamento em terra. Ambos os astronautas que participaram da caminhada no espaço estavam adiantados com relação ao planejado neste dia, e então completaram mais trabalhos do que haviam sido originalmente planejado para esta caminhada no espaço.
Entretanto, conforme eles eram limpos, uma tampa emperrada de uma caixa de ferramentas os atrasou quando eles deveriam liberá-la e fecha-la para a viagem de volta da Discovery. A tampa da caixa de ferramentas estendeu a caminhada no espaço em cerca de 45 minutos além do planejado, completando um total de 7h5m28s nesta caminhada. 
Outras carga a bordo incluíam o Air Force Maui Optical Site (AMOS), o Experimento de Fotografia Auroral B (APE-B), o Crescimento Comercial de Cristais de Proteína (CPCG), Chromosome and Plant Cell Division in Space (CHROMEX), o High Resolution Shuttle Glow Spectroscopy-A (HRSGS-A), o IMAX, as Investigações sobre o Processamento de Membranas de Polímeros (IPMP) e o Equipamento de Monitoramento de Radiação-III (RME-III). O experimento Instegigação dobre o Processamento de Membranas de Polímeros, ou IPMP, foi desenvolvido para pesquisar a combinação de uma série de sistemas de solventes sob a ausência da convecção encontrada na superfície terresre buscando controlar a porosidade de uma série de membranas de polímero. O RME realizou medições dos níveis de raios gama, radiação de elétrons, nêutrons e prótons na cabine do grupo durante o voo.
A bordo, o especialista de missão Newman utilizou um visor especial para realizar um experimento médico testando a visão sob ausência de peso como parte das investigações sobre como a visão compensa a ausência de balanço do ouvido interno no espaço. Newman também testou o receptor do Sistema de Posicionamento Global com sucesso a bordo do Discovery como uma avaliação do uso de tal tipo de equipamento com um suplemento para a navegação dos ônibus espaciais. Além disso, como uma precursora das operações com ônibus espacial, uma das células de combustível do Discovery foi desligada e reiniciada. 
Em outra avaliação médica, o comandante Frank Culbertson e o especialista de missão Daniel Bursch utilizaram uma bicicleta estacionário no compartimento inferior do Discovery como parte de um estudo contínuo a respeito do uso de exercícios físicos para atenuar os efeitos da falta de peso sobre o corpo humano. O grupo também realizou um experimento que buscava aprimorar as membranas de filtragem e checou um outro experimento que estava em execução para o estudo dos efeitos da microgravidade sob as células de plantas.
Os astronautas Carl Walz e Jim Newman operaram um experimento designado para estudar o efeito da luminescência, utilizando um espectrômetro que gravou o efeito em filmes, com grande número de detalhes, e outro que gravava os efeitos em fotografias estáticas. Estes experimentos buscavam obter informações sobre quais tipos de gases, além do oxigênio, produziam luminescência. As informações sobre os tipos de gases nas camadas mais extremas da atmosfera podem ser combinada com o experimento de exposição de materiais realizado no compartimento de carga para auxiliar no projeto e construção de naves espaciais futuras.